# Khtek
Houda Abouz, plus connu sous le nom de Khtek (qui signifie « ta sœur » en arabe marocain), née vers 1995, est une rappeuse marocaine.

## Biographie
Née vers 1995 originaire de Khemisset, elle étudie le cinéma à l'université Abdelmalek Essaâdi, à Tétouan dans le nord du pays, le Rif occidental, aussi appelé pays Jbala.
Mais encouragée par des amis, et intéressée par le hip-hop, elle enregistre des chansons. Sur une vidéo, elle apparaît aux côtés de trois stars masculines du rap au Maroc, ElGrandeToto, Don Bigg et Draganov. La vidéo est visionnée environ 16 millions de fois sur YouTube, et l'encourage à se lancer,.
L'artiste qui utilise principalement l'arabe marocain dans ses chansons, mais mixées avec du français et de l'anglais, se révèle à l'international en février 2020 grâce à son titre KickOff, très critique sur la société marocaine d'aujourd'hui, et la condition féminine dans cette société.
Le 23 novembre 2020, la chanteuse figure sur la liste des 100 femmes les plus influentes de l'année publiée par la BBC chaque année,. En 2024, Khtek remporte le prix de la meilleure artiste féminine de hip-hop arabe lors de la première édition des Billboard Arabia Awards